# Холомина, Светлана Юрьевна
Светла́на Ю́рьевна Холо́мина (род. 9 ноября 1997, Обнинск, Калужская область) — российская пляжная волейболистка. Бронзовый призёр чемпионата Европы 2020 года.
С 2016 года играет в паре с Надеждой Макрогузовой.

## Профессиональная карьера
Воспитанница калужского волейбола.
Светлана и её партнёрша Надежда Макрогузова — двукратные серебряные призеры чемпионата мира до 21 года (2016, 2017). В 2019 году они выиграли 4-звёздочный турнир Мирового тура FIVB по пляжному волейболу в Португалии . Они прошли квалификацию на летние Олимпийские игры 2020 года в Токио. В 2021 году партнеры завоевали серебряные медали 4-звёздочного турнира Мирового тура по пляжному волейболу в мексиканском Канкуне.
Выступала за ПВК «Обнинск». С 2020 года выступает за московское «Динамо».
В 2021 году была удостоена звания «Мастер спорта России международного класса».

## Достижения
- Чемпионка России (2017, 2022, 2023, 2024)
- Обладатель (2021, 2022, 2023) и серебряный призёр (2020) Кубка России
- Серебряный призёр Чемпионата мира U-21 (2016, 2017)
- Победитель этапа Мирового тура в Анапе (2018)
- Чемпион Европы U-22 (2017, 2018)
- Бронзовый призёр чемпионата Европы U-20 (2015)
- Финалист Чемпионата России (2020)